# Mine Tugay
Melek Mine Tugay (* 28. Juli 1978 in Konya) ist eine türkische Schauspielerin.

## Leben und Karriere
Tugay wurde am 28. Juli 1978 in Konya geboren, da ihre Eltern aufgrund der Arbeit ihres Vaters dorthin gezogen waren.
Ihre erste Schauspielerfahrung machte sie 1997 mit einer Rolle in Büyük Kulaklı Küçük Ayı. Außerdem begann sie Schauspielunterricht am Müjdat Gezen Arts Center zu nehmen. Danach studierte sie am İstanbul Üniversitesi Devlet Konservatuvarı. 2003 spielte Tugay in den Theaterstücken Twelfth Night und Kuşlar Meclisi mit. Im selben Jahr hatte sie eine Nebenrolle in der Fernsehserie Gülbeyaz. 2004 setzte sie ihre Karriere  in Adı Aşk Olsun fort. Ihr Kinodebüt gab sie 2004 in Gönül Yarası. Unter anderem trat sie 2005 in Aşk Her Yaşta auf.
Tugay wurde für die Serie Aliye gecastet. Ihre ersten Hauptrollen bekam sie in den Serien Gülpare und Benden Baba Olmaz. 2009 war sie in Aynadaki Düşman zu sehen. 2011 tauchte sie in Behzat Ç. Bir Ankara Polisiyesi auf.
Von 2012 bis 2013 spielte sie in Öyle Bir Geçer Zaman ki mit. Ihren Durchbruch hatte sie  2013 in Medcezir. 2014 bekam sie in Kalp Hırsızı die Hauptrolle. Anschließend hatte sie eine Nebenrolle in Çilek Kokusu. Ihre nächste Hauptrolle bekam sie in Paramparça. Zwischen 2019 und 2020 war sie in Zalim İstanbul zu sehen.

## Filmografie (Auswahl)
Filme
- 2004: Gönül Yarası
- 2005: Hacivat Karagöz Neden Öldürüldü?
- 2009: Kaptan Feza
- 2010: Sessiz Çocuklar
- 2010: Herkes mi aldatır?
- 2014: 9on

Serien
- 1998: Karambol Kamil
- 2002: Gülbeyaz
- 2004: Adı Aşk Olsun
- 2004: Aliye
- 2005: Aşk Her Yaşta
- 2006: Gülpare
- 2007: Benden Baba Olmaz
- 2008: Sınıf
- 2009: Aynadaki Düşman
- 2009–2010: Kapalı Çarşı
- 2011–2012: Behzat Ç. Bir Ankara Polisiyesi
- 2011: 5'er Beşe
- 2012: Yalan Dünya
- 2012–2013: Öyle Bir Geçer Zaman ki
- 2013–2014: Medcezir
- 2014: Kalp Hırsızı
- 2015: Çilek Kokusu
- 2016–2017: Paramparça
- 2019–2020: Zalim İstanbul
- 2021: Hükümsüz
- 2022: Gülümse Kaderine

## Theater
- 2002–2003: Twelfth Night
- 2002–2003: Kuşlar Meclisi
- 2003–2004: Mem and Zin
- 2004–2005: Çok Uzak
- 2007: Yalancı Tanık
- 2007–2008: Blackbird
- 2008–2009: Shoot/Get Treasure/Repeat
- 2009: Yusuf ile Menofis
- 2010: İnsanlık Ölmedi Ya
- 2010–2011: Pinball
- 2011: 5'er Beşer
- 2014: Arkadaşım Hoşgeldin

## Auszeichnungen

### Gewonnen
- 2008: Sinepark Short Film Festival in der Kategorie „Beste Schauspielerin“[4]
- 2008: VIII. Lions Theatre Awards in der Kategorie „Beste Schauspielerin“[4]
- 2009: Afife Theatre Awards in der Kategorie „Erfolgreichste Schauspielerin des Jahres“[4]